# Machete Bomb
Machete Bomb est un groupe de samba-rock brésilien, originaire de Curitiba, Paraná. Le leader du groupe, Otávio « Madu » Madureira, joue du cavaquinho sur un son de samba et de rock and roll, créant un mélange avec lequel il entend « briser les préjugés » avec « des chansons de protestation, qui disent des vérités et discutent de sujets sensibles ». Outre le samba-rock, le son du groupe comporte également des éléments de hip hop,,.

## Histoire
En 2013, ils sortent l'EP O Samba do Sul.
En 2015, ils sortent leur premier album studio, O Samba do Sul, un effort en trois parties contenant un total de 23 titres. Il comprenait Duayer, Papo Reto, DJ Ploc, Alvaro Larsen, Hurakán, Cabes MC, Rodrigo Ribeiro, Andó, J. Velloso, Alienação Afrofuturista et Xandão Menezes.
En 2017, ils sortent leur deuxième album studio, A Saga do Cavaco Profano, avec Alessandro Ramos, Dow Raiz, Reacción Ekis, Slick the Misfit et MC Bing Man.
En 2018, ils ont participé à un album hommage brésilien à Nirvana, intitulé A Soulful Tribute to Nirvana's in Utero, interprétant une reprise de "Dumb".
En 2020, ils sortent leur troisième album, MXT Comvida, avec plusieurs artistes tels que Fred Zero Quatro, Lemoskine, Lobato et Xandão et Mateo Piracés-Ugarte,,. L'album a été créé après que Madu a perdu sa femme et a quitté la musique pour se concentrer sur ses deux enfants. Cet effort résulte de sa décision de poursuivre une carrière musicale, avec le soutien des musiciens présents. Il a joué tous les instruments seul et les morceaux sont intercalés de jingles contenant des extraits audio des musiciens présents commentant la production des chansons.

## Membres
Membres actuels du groupe, :
- Vitor Salmazo — chant
- Otávio "Madu" Madureira — cavaquinho
- Rodrigo Suspiro — basse
- Daniel Perim — batterie
- Rodrigo Spinardi — percussions

## Discographie

### Albums studio
- O Samba do Sul (2015)
- A Saga do Cavaco Profano (2017)
- Mxt Comvida

### Albums de remix
- Vendendo a Alma ao Diabo – Vol. I (2018)[11]
- Vendendo a Alma ao Diabo – Vol. II (2018)[12]

### Albums live
- Psicodália 2018 ao Vivo (2018)[13]

### EP
- O Samba do Sul (2013)